# Асанцев, Дмитрий Владимирович
Асанцев Дмитрий Владимирович — председатель Совета депутатов города Новосибирска c 22 октября 2014 года. Входит в партию «Единая Россия».

## Биография[1]
Дмитрий Владимирович Асанцев родился 7 февраля 1968 года в Иркутске.
С 1969 года живёт в Новосибирске. Здесь окончил среднюю школу № 171 и поступил в Новосибирский электротехнический институт (факультет приборных устройств) на специальность инженера-механика.
В 1986 года был призван в армию, отслужил 2 года в одной из частей, дислоцированных в Монголии.
С 13 лет занимается карате. Со спортом связана значительная часть жизни: параллельно с учёбой тренировался, неоднократно становился призёром российских и международных соревнований.
С 1989 года занялся тренерской работой. В 1992 году по приглашению Всероссийской Федерации карате перешёл на судейскую работу.
Является обладателем звания рефери Всемирной Федерации карате категории А.
Спортивные достижения неразрывно связаны с новосибирской региональной организацией «Спортивно-профессиональный клуб Успех», который сегодня широко известен любителям спорта в области карате в России и за рубежом. Десятки воспитанников клуба являются победителями и призёрами первенств России, Европы, Мира.
С 1994 по 2012 год являлся президентом этого клуба.
Семейное положение женат, воспитывает троих сыновей.

## Политическая деятельность[2]
В 2005 году избран депутатом городского Совета Новосибирска четвёртого созыва, в марте 2010 года повторно избран депутатом Совета депутатов города Новосибирска.
С 22 октября 2014 года — председатель Совета депутатов города Новосибирска.
В 2015 году третий раз избран депутатом, является председателем Совета депутатов г. Новосибирска.
Секретарь Местного отделения партии «Единая Россия» Кировского района города Новосибирска.
Награждён почетной грамотой управления физической культуры и спорта Новосибирской области, благодарственными письмами мэрии города Новосибирска, Совета депутатов города Новосибирска, администрации Кировского района Новосибирска.
Переизбран на должность председателя Совета депутатов Новосибирска 25 сентября 2020 года.